# Kosiv, Ciortkiv
Kosiv (în ucraineană Косів) este o comună în raionul Ciortkiv, regiunea Ternopil, Ucraina, formată numai din satul de reședință.

## Demografie
Componența lingvistică a comunei Kosiv
     Ucraineană (99,93%)
Conform recensământului din 2001, majoritatea populației comunei Kosiv era vorbitoare de ucraineană (99,93%), existând în minoritate și vorbitori de alte limbi.